# GPGPU
Обчислення загального призначення на графічних процесорах (GPGPU, рідко GPGP або GP²U) це використання графічного процесора (GPU), який зазвичай обробляє обчислення тільки для комп'ютерної графіки, для того щоб виконанати обчислення в додатках, традиційно виконуваних центральним процесором (CPU). Використання декількох відеокарт в одному комп'ютері, або великої кількості графічних чипів, паралелізує вже паралельну природу обробки графіки. Більше того, навіть одна GPU-CPU платформа процесора забезпечує переваги, які не пропонують декілька центральних процесорів (CPU) самі по собі за рахунок спеціалізації в кожному чипі.
По суті, конвеєр GPGPU є видом паралельної обробки між одним або більше графічних процесорів і центральних процесорів, які аналізують дані так, якби вони були в зображені на малюнку або у іншій графічній формі. Оскільки відеокарти можуть працювати над зображенням і графічними даними зі швидкістю в десятки або навіть сотні разів більшою ніж у традиційного процесора, перенесення даних у графічні дані, а потім за допомогою GPU переглядати і аналізовувати їх в результаті може призвести до суттєвого прискорення.
Конвеєри GPGPU розроблені з наукових обчислень, багато GPGPU проектів залучені в біоінформатиці та молекулярній біології.

## Історія
Обчислення загального призначення на графічних процесорах стало практичним і популярним після 2001, з появою програмованих шейдерів і підтримки обчислень з рухомою комою на графічних процесорах. Зокрема, проблеми з участю матриць і/або векторів — особливо двох-, трьох- або чотирьох-вимірних векторів — було легко перевести на GPU, який діє з рідною[уточнити] швидкістю і підтримує ці типи. Експерименти наукових обчислень з новим обладнанням почалося зі звичайного множення матриць (2001); одна з перших спільних наукових програм, що працювала швидше на GPU, ніж на центральних процесорах була реалізація LU факторизації (2005).
Ці ранні спроби використовувати графічні процесори як процесори загального призначення вимагали переформулювання обчислювальних завдань з точки зору графічних примітивів, що підтримуються двома основними програмними інтерфейсами (API) для графічних процесорів: OpenGL і DirectX. Це громіздке перетворення було усунене з появою мов програмування загального призначення та інтерфейсів, таких як Sh/RapidMind, Brook та Accelerator.
Вони супроводжувалися технологією CUDA від Nvidia, яка дозволила програмістам ігнорувати основні графічні концепції на користь більш звичних високопродуктивних обчислювальних концепцій. Нові апаратні пропозиції від незалежних постачальників включали DirectCompute від Microsoft та Apple/Khronos OpenCL групи. Це означає, що сучасні  конвеєри GPGPU можуть виконувати дії над будь-якими операціями з великими даними(«big data») і використовувати швидкість GPU, не вимагаючи повного і явного перетворення даних в графічну форму.

## Реалізація
- OpenCL — відкритий стандарт по розробці програм котрі можуть виконуватися на графічних процесорах та центральних процесорах. Мова програмування C.
- DirectCompute — прикладний програмний інтерфейс котрий дозволяє робити обчислення на відеоадаптері, даний інтерфейс є частиною DirectX, підтримується починаючи з 10 версії DirectX.
- C++ AMP — бібліотека розроблена компанією Microsoft для обчислень за допомогою графічних процесорів, для роботи необхідний DirectX 11. Мова програмування C++
- CUDA — архітектура для програмно-апаратних обчислень за допомогою графічних процесорів від компанії NVIDIA. Мова програмування C.
- AMD FireStream — архітектура для програмно апаратних обчислень за допомогою графічних процесорів від компанії AMD.

### Настільні комп'ютери
Будь-яка мова, яка дозволяє коду працюючому на центральному процесорі звернутись до шейдерів GPU для повернення значень, може створити GPGPU фреймворк.
OpenCL в даний час є домінуючою мовою з відкритим вихідним кодом для обличслень загального призначення на GPU та є відкритим стандартом, визначеним Khronos Group. OpenCL забезпечує крос-платформлену GPGPU платформу, яка додатково підтримує паралельні обчисллення даних на центральних процесорах(CPU). OpenCL активно підтримується на платформах Intel, AMD, Nvidia і ARM.
Поширеним фреймворком є NVIDIA CUDA. Вона випущена в 2006 році, це SDK і API який дозволяє використовувати мову програмування C для кодування алгоритмів для виконання на GPU серії GeForce 8.
Стандарти програмування для паралельних обчислень включають OpenCL (незалежних постачальників), OpenACC і OpenHMPP. Марк Харріс є засновником GPGPU.org і терміну «GPGPU».
OpenVIDIA був розроблений в Університеті Торонто протягом 2003–2005 , у співпраці з NVIDIA.
Обробка GPGPU також використовується для імітації ньютонівської фізики фізичними рушіями і комерційної реалізації включаючи Havok Physics і PhysX, обидва з яких, як правило, використовуються для відеоігор.
Прискорений масивний паралелізм С++ — бібліотека, яка прискорює виконання C ++ коду, скориставшись перевагою графічного процесора.

### Мобільні комп'ютери
У зв'язку з тенденцією збільшення потужності мобільних графічних процесорів, програмування загального призначення стало доступне і на мобільних пристроях, що працюють під керуванням основних мобільних операційних систем.
Google Android 4.2 підтримує виконання Renderscript коду на графічному процесорі мобільних пристроїв.

Apple представила власний програмний інтерфейс Metal для iOS додатків, здатний виконати довільний код через обчислювальні шейдери GPU.

## Апаратна підтримка
Комп'ютерні відеокарти виробляються різними постачальниками, такими як NVIDIA і AMD / ATI. Карти від таких постачальників відрізняються за реалізацією підтримки формату даних, наприклад, цілочисельні і формати з рухомою комою (32-біт і 64-біт). Microsoft представила стандарт «Shader Model», щоб допомогти ранжувати різні особливості графічних карт в простому номері версій шейдерної моделі (1.0, 2.0, 3.0 і т. д.).

### Цілочисельний формат даних
Графічні карти до DirectX 9 підтримували тільки палітрені або цілочисельні типи кольору. Доступні різні формати, кожен з яких містить червоний, зелений і синій елементи. Іноді додають додаткові значення альфа, які будуть використовуватися для прозорості. Загальні формати:
+8 Біт на піксель — Іноді режим палітри, де кожне значення індексу в таблиці з реальним значенням вказане в одному з інших форматів. Іноді три біта для червоного, три біта для зеленого і два біти для синього.
16 біт на піксель — Звичайно виділяється у вигляді п'яти біт для червоного, шість біт для зеленого і п'ять біт для синього.
24 біт на піксель — вісім бітів для кожного з червоного, зеленого і синього
32 біт на піксель — вісім біт для кожного з червоного, зеленого, синього та альфа.

### Формат даних з рухомою комою
Для початкових фіксованих функцій або обмежених можливостей програмування графіки (тобто включно до DirectX 8.1-сумісних GPU) цього було достатньо, тому що таке ж представлення використовувалось у моніторах. Таке представлення має певні обмеження. Враховуючи достатню потужність обробки графіки, навіть програмісти графіки хотіли б використовувати кращі формати, такі як формати даних з рухомою комою, щоб отримати ефекти, такі як високий динамічний діапазон зображень. Багато GPGPU додатків вимагають точності формату з рухомою комою, яка прийшла з відеокартами, відповідно до специфікації DirectX 9.
DirectX 9 Shader Model 2.x запропонувала підтримку двох типів точності: повної і часткової. Повна точність може бути FP32 або FP24 (floating point 32 — або 24-біт на компоненту) або більше, в той час як часткова точність була FP16. Серія графічних процесорів ATI R300 підтримувала точність FP24 тільки в трубопроводі програмованого фрагмента (хоча FP32 підтримувалась в вертексних процесорах), а серія Nvidia NV30 підтримує як FP16, так і FP32. Інші виробники, такі як S3 Graphics і XGI підтримують суміш форматів до FP24.
Shader Model 3.0 змінила специфікацію, збільшуючи вимоги до повної точності як мінімум до підтримки FP32 в трубопроводі фрагмента. Shader Model 3.0 в сумісності з поколінням R5xx (Radeon X1000 серії) підтримує тільки FP32 через трубопровід, а серії Nvidia NV4x і G7X раніше підтримували і повну точність FP32, і часткову FP16. Хоча це і не передбачено Shader Model 3.0, як графічні процесори ATI, так і Nvidia Shader Model 3.0 представили підтримку для змішування цілей візуалізації FP16, сприяючи підтримці високо динамічного відображення діапазону.

### Векторизація
Більшість операцій на GPU працюють таким векторизованим чином: одна операція може бути виконана на чотирьох значеннях одночасно. Наприклад, якщо один колір <R1, G1, B1> буде необхідно модулювати за допомогою іншого кольору <R2, G2, B2>, то графічний процесор може виробляти результуючий колір <R1 * R2, G1 * G2, В1 * B2> в одній операції. Ця функція корисна в графіці, тому що майже кожен основний тип даних являє собою вектор (2-, 3- або 4-вимірний). Приклади включають в себе вершини, кольори, нормальні вектори, і текстурні координати. Багато інших програм можуть корисно це використати, а також через їх більш високу продуктивність, векторні команди (SIMD) вже давно доступні на процесорах.

## GPU проти CPU
Спочатку, дані просто передавалися в одному напрямку з центрального процесора до GPU, а потім до пристрою відображення. Однак, з плином часу, для графічних процесорів стало цінним зберігати спершу прості, потім складні структури даних, які передаються назад в процесор, що аналізує зображення, або набір науково представлених даних у форматі 2D або 3D, що відеокарта може зрозуміти. Позаяк GPU має доступ до кожної операції малювання, він може аналізувати дані в цих формах дуже швидко; в той час як процесор повинен опитати кожен піксель або елемент даних набагато повільніше, оскільки швидкість доступу між центральним процесором і його більшим простором оперативної пам'яті (або ще у гіршому випадку, жорсткого диску) є повільніша, ніж на графічних процесорах і відеокартах, які, як правило, містять менші кількості більш дорогої пам'яті, до якої доступ можна отримати набагато швидше.
Передача частини набору даних, які будуть проаналізовані на цю GPU пам'ять у вигляді текстур або інших легко зрозумілих GPU форм призводить до збільшення швидкості. Відмінною особливістю конструкції GPGPU є здатність передавати інформацію в обох напрямках назад від GPU до CPU; як правило, швидкість передачі даних в обох напрямках є ідеально висока, в результаті чого ефект множення впливає на швидкість конкретного алгоритму високого використання. GPGPU конвеєри можуть підвищити ефективність на особливо великих наборах даних та / або даних, що містять 2D або 3D зображення. Він використовується в складних графічних конвеєрах, а також наукових обчисленнях; зокрема, в областях з великими наборами даних, таких як відображення геному, або там, де дво- або тривимірній аналіз корисний — зокрема, аналіз біомолекул, дослідження білків, і в інших складних галузях органічної хімії. Такі конвеєри можуть також значно поліпшити ефективність обробки зображень та комп'ютерного зору, поміж інших областей.
GPGPU це концепт програмного забезпечення, а не апаратного. Тим не менш, спеціалізовані конструкції устаткування можуть ще більше підвищити ефективність GPGPU трубопроводів[що?], які традиційно виконують відносно мало алгоритмів на дуже великих обсягах даних. Масово розпаралелені завдання гігантських рівнів даних, таким чином, можуть бути розпаралелені ще більше за допомогою спеціалізованих установок, таких як обчислювальні стійки (багато подібних, вузькоспеціалізованих машин, побудованих в «стійці»), який додає третій шар — багато обчислювальних блоків кожен з яких використовує багато центральних процесорів щоб відповідати багатьом графічним.

### Порівняння розробки програм підCPUтаGPU
| Тип відмінності           | CPU                               | GPU                                           |
| Створення потоку (нитки)  | Займає дуже багато часу           | Займає мало часу                              |
| Робота у потоці (нитці)   | Може виконуватися усе що завгодно | Краще виконувати легкі математичні обчислення |
| Кількість потоків (ниток) | Мало                              | Дуже багато (чим більше тим краще)            |

### Кеш
Історично, процесори використовували апаратні кеші, а ранішні графічні процесори забезпечували лише програмну локальну пам'ять. Проте, оскільки графічні процесори починали використовуватись все більше і більше для обличслень загального призначення, їх почали створювати з апаратними багаторівневими кешами, що допомогло GPU просунутись у напрямку головного апаратного забезпечення для обчислень.

### Регістровий файл
GPU мають дуже великі регістрові файли, що дозволяє скоротити затримки при перемиканні контексту. Розмір регістрового файлу також збільшується покоління від покоління, наприклад, загальних розмір регістрового файлу на GPU поколінь Maxwell (GM200) та Pascal відповідно 6 MiB та 14 MiB. Якщо подивитись на розмір файлу регістрів для ЦП, то він є маленьким, зазвичай, це сотні кілобайт.

### Енергоефективність
Ряд науково-дослідних проектів порівняли енергоефективність GPU з CPU і FPGA.
Графічні процесори розроблені спеціально для роботи з графікою і, таким чином, є дуже обмежені в операціях та програмуванні. Завдяки своїй конструкції, графічні процесори є ефективними тільки для завдань, які можуть бути вирішені за допомогою обробки потоку та апаратні засоби можуть бути використані тільки певними шляхами.

### Обробка потоків
Графічні процесори можуть обробляти тільки незалежні вершини і фрагменти, але можуть обробляти багато з них паралельно. Це особливо ефективно, коли програміст бажає обробляти безліч вершин або фрагментів таким же чином. У цьому сенсі графічні процесори є потоковими процесорами- процесорами, які можуть працювати паралельно, запустивши одне ядро на безліч записів в потоці відразу.
Потік це є просто набір записів, які вимагають подібне обчислення. Потоки забезпечують паралелізм даних. Ядра є функцією, яка застосовується до кожного елементу в потоці. У GPU вершини і фрагменти є елементами в потоках і вершинах, і фрагменти шейдерів є ядрами які будуть працювати на них. Так як графічні процесори обробляють елементи самостійно, немає ніякого способу, щоб мати спільні або статичні дані. Для кожного елемента можна читати тільки від входу, виконувати операції на ньому, і записати на вихід. Допустимо мати кілька входів і кілька виходів, але не шматок пам'яті для читання і запису.
Арифметична інтенсивність визначається як кількість операцій, що виконуються через слово переданої пам'яті. Це важливо для GPGPU додатків мати високу інтенсивність, інакше затримка доступу до пам'яті буде обмежувати обчислювальне прискорення.

### Поняття програмування на графічних процесорах

#### Обчислювальні ресурси
Є безліч обчислювальних ресурсів, доступних на GPU:
- Програмовані процесори — вершина, примітив, фрагмент і, головним чином, обчислювальні конвеєри дозволяють програмісту виконувати ядро на потоках даних
- Растеризатор — створює фрагменти і інтерполяцію за вертексні константи, такі як текстурні координати і колір
- Текстурна одиниця — інтефрейс для читання пам'яті
- Кадровий буфер — інтефрейс для запису пам'яті

Насправді, програміст може замінити текстуру-для-запису для виведення замість буфера кадрів. Це досягається або через Рендер в текстуру ((Render to Texture)(RTT)), Render-To-Backbuffer-Copy-To-Texture (RTBCTT) (RTBCTT).

#### Textures as stream
Найбільш поширеною формою потоку в GPGPU є 2D сітки, тому що це відповідає природі рендеринга моделі, вбудованої в GPU. Багато обчислень мають природну карту в сітках: матричної алгебри, обробки зображень, фізичній основі моделювання, і так далі.

#### Kernels
Ядра можна розглядати як тіло циклу. Наприклад, програміст працює з сіткою на процесорі, і має такий код:
```
// Input and output grids have 10000 x 10000 or 100 million elements.

void
 
transform_10k_by_10k_grid
(
float
 
in
[
10000
][
10000
],
 
float
 
out
[
10000
][
10000
])

{

    
for
 
(
int
 
x
 
=
 
0
;
 
x
 
<
 
10000
;
 
x
++
)
 
{

        
for
 
(
int
 
y
 
=
 
0
;
 
y
 
<
 
10000
;
 
y
++
)
 
{

            
// The next line is executed 100 million times

            
out
[
x
][
y
]
 
=
 
do_some_hard_work
(
in
[
x
][
y
]);

        
}

    
}

}

```

На графічному процесорі, програміст визначає тільки тіло циклу як ядро та дані які потрібно зациклити (викликаючи геометричну обробку).

#### Керування потоком
У послідовному коді можливо контролювати потік програми використовуючи конструкцію if-then-else та різні форми циклів. Такі структури контролю потоку були недавно додані до графічних процесорів.
Останні графічні процесори дозволяють розгалуження, але зазвичай із штрафом до продуктивності. Розгалужування в загальному повинно бути уникнуте у внутрішніх циклах CPU або GPU коду.

### GPU методи
Операція map застосовує задану функцію (ядро) до кожного елементу в потоці. Простим прикладом є множення кожного значення в потоці на константу (збільшення яскравості зображення). Операція map проста у застосуванні на GPU: програміст генерує фрагмент для кожного пікселя на екрані і застосовує до кожного з них фрагмент програми. Результуючий потік того ж розміру збережений у вихідному буфері.[джерело?]

#### Редукція
Деякі обчислення вимагають обрахунок меншого потоку (потік з одного елементу) з більшого потоку. Це називається редукцією (зменшенням) потоку. Загалом, редукцію можна досягнути в декілька кроків. Результати з попереднього кроку використовуються як вхідні для наступного і до діапазону для якого операція застосовується.

#### Фільтрація потоку
Фільтрація потоку, по суті, це нерівномірна редукція. Фільтрація включає в себе видалення елементів з потоку, заснованого на певних умовах.

#### Scan (сканування)
Операція сканування, також відома як паралельний префікс суми, відбувається у векторі (потоці) елементів даних і асоціативній бінарній функції '+' з одиницею 'i'. Якщо вхід [а0, а1, а2, а3, …], виключаюче сканування виробляє вихід [I, а0, а0 + а1, а0 + A1 + A2, …], у той час коли включаюче сканування виробляє вихід [а0, а0 + а1, а0 + а1 + а2, а0 + а1 + а2 + а3, …]. Хоча на перший погляд може здатися, що операція по своїй суті послідовна, ефективні алгоритми паралельного сканування можливі й були реалізовані на графічних процесорах. Операція сканування має застосування у, наприклад, швидкому сортуванні та розсіяному множенні матриці на вектор.

#### Scatter (розкид)
Операція scatter є найбільш природно визначеною у вертексних (вершинних) процесорах. Такий процесор має здатність визначити позицію вершини, який дозволяє програмісту контролювати де зберігається інформація у сітці. Також можливі інші розширення, такі як контроль того, наскільки велика територія яку охоплює вершина.
Фрагментний процесор не може виконувати пряму операцію розкиду, тому що розташування кожного фрагменту на сітці є фіксованим в час створення фрагменту і не може бути змінене програмістом. Проте, логічна операція розкиду може іноді бути перевикликана або складена з додатковим збірковим кроком. Імплементація розкиду спочатку виділить і вихідне значення, і вихідну адресу. Відразу після цього збіркова операція порівнює адреси щоб побачити чи вихідні значення прикріплене до поточного вихідного слоту.

#### Gather (збір)
Цей метод є зворотнім до операції розкиду. Після того як розкид впорядковує елементи щодо карти, збірка може відновити порядок елементів відповідно до карти яку використала операція розкиду.

#### Sort (сортування)
Операція сортування перетворює невпорядковиний набір елементів у впорядкований. Найбільш звичною імплементацією на графічному процесорі є використання порозрядного сортування для цілочисельних даних та даних з рухомою комою, крупнозернистого Сортування злиттям, та дрібнозернистих мереж сортування для загальних порівняльних даних.

#### Search (пошук)
Операція пошуку дозволяє програмісту знайти конкретний елемент в потоці, або, можливо, знайти сусідів заданого елемента. GPU не використовується для прискорення пошуку для окремого елемента, але замість цього використовується для запуску декількох пошуків одночасно. В основному методика пошуку використовуєє бінарний пошук на відсортованих елементах.

#### Структури даних
На можна GPU представити різноманітні структури даних:
- Щільні масиви
- Розріджені масиви — статичні або динамічні
- Адаптивні структури (об'єднання)

## Додатки
Нижче наведені деякі області, в яких використовується обчислення загального призначення на графічних процесорах:
- Комп'ютерні кластери або різновид паралельних обчислень (з використанням технології GPU кластерів) для розрахунку ресурсномістких завдань:
  - Кластери високої потужності
  - Ґрід обчислення (вид розподілених обчислень) (з'днання гетерогенних комп'ютерів в мережу для ствоерння віртуальної комп'ютерної архітектури)
  - Кластери балансування навантаження
- Статистична фізика
  - Модель Ізінга
- Решітка калібрувальної теорії
- Сегментація — 2D і 3D
- Рівень-комплект методи
- CT реконструкція
- Швидке перетворення Фур'є
- Алгоритм K-найближчих сусідів[26][27]
- Нечітка логіка[28]
- Тональне відображення
- Цифрова обробка сигналів
  - Аналогова обробка сигналів
  - Розпізнавання мови
- Обробка зображень
- Обробка відео[29]
  - Апаратне прискорення декодування відео та постобробки
    - Компенсація руху
    - Дискретне косинусне перетворення
    - Декодування змінної довжини
    - Зниження шуму
    - Корекція кольору

  - Апаратне прискорення кодування відео і попередньої обробки
- Глобальне освітлення — Трасування променів, Метод фотонних карт та ін
- Геометричні обчислення — конструктивна блокова геометрія, дистанційні поля, виявлення зіткнень, обчислення прозорості, генерація тіней
- Наукові обчислення
  - Метод Монте-Карло про поширення світла[30]
  - Прогноз погоди
  - Кліматологія
  - Молекулярне моделювання
  - Квантова механіка
  - Астрофізика[31]
- Біоінформатика[32][33]
- Фінансовий інжиніринг
- Медична візуалізація
- Комп'ютерний зір
- Цифрова обробка сигналів
- Теорія автоматичного керування
- Дослідження операцій[34][35]
- Штучна нейронна мережа
- Операції з базою даних[36]
- Рівняння Больцмана
- Криптографія and Криптоаналіз
  - Реалізація MD6
  - Реалізація AES[37][38]
  - Implementation of DES
  - Implementation of RSA[39]
  - Еліптична криптографія
  - Зламування паролів[40][41]
  - Криптовалюта, обробка транзакцій («майнинг» Bitcoin)
- Схемотехніка[42][43]
- Антивірусні програми[44][45]
- Виявлення вторгнень[46][47]
- Збільшення обчислювальної потужності для таких проектів розподілених обчислень як SETI@home, Einstein@Home